# Зоря (Дніпровський район)
Зоря — селище в Україні, у Чумаківській сільській громаді Дніпровського району Дніпропетровської області. Населення за переписом 2001 року становить 1 071 осіб.

## Географія
Селище Зоря розміщене на відстані 4 км від сіл Балівка, Чумаки та Улянівка. Навколо селища багато іригаційних каналів. Поруч проходить автомобільна дорога Т 0405.

## Історія
1989 року за переписом тут мешкало приблизно 1100 осіб.

## Населення

### Мова
Розподіл населення за рідною мовою за даними перепису 2001 року:
| Мова       | Кількість | Відсоток |
| ---------- | --------- | -------- |
| українська | 986       | 92.06%   |
| російська  | 75        | 7.01%    |
| білоруська | 5         | 0.47%    |
| вірменська | 4         | 0.37%    |
| німецька   | 1         | 0.09%    |
| Усього     | 1071      | 100%     |

## Економіка
- Молочно-товарна і свино-товарна ферми.

## Персоналії
Особи, які народились у селі:
- Гречук Олександр Васильович (1979—2018) — старший матрос, кулеметник 2-го відділення 1-го взводу 1-ї роти морської піхоти 503-го ОБМП 36-ї ОБрМП, Збройних сил України, загинув при виконанні обов'язків, під час російсько-української війни на Приазовському напрямку.[2]